# Sam Crawford
Samuel Earl „Sam“ Crawford (* 18. April 1880 in Wahoo, Nebraska; † 15. Juni 1968 in Hollywood, Kalifornien) war ein US-amerikanischer Baseballspieler in der Major League Baseball (MLB). Sein Spitzname war Wahoo.

## Leben
Sam Crawford begann seine Karriere in der National League am 10. September 1899 bei den Cincinnati Red Stockings. 1903 wechselte er in die American League zu den Detroit Tigers. Insgesamt spielte er 19 Spielzeiten in den Major Leagues, bevor er 1917 seine Spielerkarriere beendete. Mit 309 Triples führt er noch heute die Major Leagues an, ein Rekord, der durch die unterschiedliche Spielweise heute kaum noch zu übertreffen sein wird. 1901 führte er die National League mit 16 Home Runs an, eine für die damalige Zeit unglaubliche Zahl. 1908 führte er die AL mit 7 Home Runs an und ist damit der einzige Spieler, der einen Home-Run-Titel in beiden Major Leagues gewann. Insgesamt schlug er 97 Home Runs in seiner Karriere, 70 davon in der AL, die er bei seinem Karriereende in dieser Kategorie anführte.
Gemeinsam mit Ty Cobb, mit dem er allerdings kein gutes Verhältnis hatte, bildete er die Paradeoffensive der Tigers. Allerdings blieb Crawford der Erfolg in der World Series verwehrt. Von 1907 bis 1909 nahm er an drei World Series teil, unterlag aber zweimal den Chicago Cubs und einmal den Pittsburgh Pirates mit Honus Wagner. Mit 2961 Hits blieb er knapp unter der Grenze von 3000, die er erreicht hätte, wenn seine 87 Hits in der Western League, die 1900 zur American League wurde, in seiner Statistik gezählt hätten.
Nach dem Ende seiner aktiven Spielerkarriere arbeitete er über längere Jahre als Baseball-Trainer. 1927 übernahm Crawford die Rolle eines Baseball-Trainers in Buster Keatons Filmkomödie Der Musterschüler. 1957 wurde er durch das Veterans Committee in die Baseball Hall of Fame gewählt. 1968 kam er in die Hall of Fame der Cincinnati Reds.